# 伊靖阿
伊靖阿（？—？），正红旗人，清朝政治人物。
監生出身。乾隆十二年（1747年），擔任泉州府知府。乾隆十四年，改任兴化府知府。